# Sociedad de Productores Fonográficos y Videográficos de Chile
La Sociedad de Productores Fonográficos y Videográficos de Chile (PROFOVI) è un'organizzazione facente parte dell'International Federation of the Phonographic Industry in rappresentanza dell'industria musicale del Cile.